# Джовани Боско
Вижте пояснителната страница за други личности с името Джовани.
Джовани Мелкиоре Боско (на италиански: Giovanni Melchiorre Bosco, 16 август 1815 в Кастелнуово Дон Боско; † 31 януари 1888 в Торино) е италиански католически свещеник, просветител и основател на орден.
Беатифициран е през 1929 г. за блажен и канонизиран за светец през 1934 г. По-често е наричан Дон Боско (Don Bosco, на португалски: Dom Bosco) – както в романските езици употребяваното обръщение дон или дом за римокатолически свещеници.
Неговите родители Франц Боско († 1817) и Маргарета Окчиена († 25 ноември 1856) са селяни от Пиемонт. Той има един роден брат Джузепе (* 1813) и един заварен брат Антонио. Баща му умира през 1817 г., когато Джовани е на 2 години. Той посещава гимназия и семинария. През 1841 г. той е ръкоположен за свещеник и започва да работи за бедните и неравностойните младежи в Торино. Приютявал ги и се опитвал да ги възпитава и образова, за да могат да се интегрират в общество като почтени граждани и добри християни.
На 18 декември 1859 г. той основава в Торино Oratorium на Свети Франциск Салски, познат като монашеското общество Салезиани на Дон Боско. През 1872 г. той основава с (по-късната Светия) Мария Доминика ордена на Дъщерите на Мария, помощници на християните (Figlie di Maria Ausiliatrice, FMA; Дон-Боско-Сестри).
През 1876 г. Боско основава Салезианските колеги на Дон Боско (SMDB, итал. ACS).
До смъртта му през 1888 г. салезианите са открили 250 къщи в Европа и Латинска Америка, в които от 1846 г. са приети 130 000 младежи и около 18 000 са обучени. До 1888 г. около 6000 от тези младежи са решили да станат свещеници.
Погребан е в базиликата Basilica di Maria Ausiliatrice в Торино, основана от него от 1864 г. Чества се на 31 януари.